# Scintillona bellerophon
Scintillona bellerophon is een tweekleppigensoort uit de familie van de Galeommatidae. De wetenschappelijke naam van de soort is voor het eerst geldig gepubliceerd in 1984 door Ó Foighil & Gibson.